# Heimdall (logiciel)
Heimdall est un logiciel libre et gratuit de gestion logicielle d'appareil mobile, comme les smartphone ou les tablettes. Il s'utilise en ligne de commande via terminal.

## Fonctionnement
Heimdall est un utilitaire visant à apporter une équivalence au logiciel Odin de Samsung, pour les ordinateurs non équipés de Windows, afin de supporter Macos et Linux/Unix. Il s'utilise de manière à injecter le logiciel souhaité, comme par exemple le Recovery TWRP, en plaçant l'appareil en mode Download, et en lançant la commande correspondante à partir d'un ordinateur, connecté directement en USB à l'appareil.
Pour permettre à l'appareil de se placer en mode Download, il faut faire la manipulation suivante, appareil éteint :
- Power + Volume Down + Home
- soit Power + Volume Down + Bixby (modèles plus récents)

## Commandes pour flasher
heimdall flash --RECOVERY /path/to/twrp.img
Heimdall peut flasher à la fois un recovery d'origine fourni par le fabricant, le recovery populaire TWRP, ainsi que lk2nd, une alternative à twrp fonctionnelle sur différents fabricants.
Depuis 2018, certains appareils Samsung sont fournis avec un mécanisme différent, nécessitant ce genre de commande :
heimdall flash --RECOVERY /path/to/twrp.img --VBMETA /path/to/vbmeta.img